# Karl Kristoffersen
K. Karl J. Kristoffersen (* 8. September 1943 in Nuuk) ist ein grönländischer Künstler.

## Leben
Karl Kristoffersen stammt aus der Künstlerfamilie Kristoffersen. Sein Vater war Kristoffer Kristoffersen (1902–1970) und seine Mutter Dorthe Kristoffersen (1906–1976). Er ist der Bruder von Simon (1933–1990), Sara (1937–2008) und K'itura Kristoffersen (* 1939).
Karl Kristoffersen hat keine künstlerische Ausbildung genossen. Seine Kunst gleicht am ehesten der seines Bruders Simon. Er arbeitet mit Walknochen und schafft Figuren, die Stärke demonstrieren, zum Beispiel einen steinspaltenden Mann. Daneben hat er aber auch Skulpturen geschaffen, die größer sind, wie eine einen halben Meter hohe Steinskulptur im Rathaus in Nuuk, die einen Mann und einen Inussuk zeigt. Seine Werke wurden mehrfach in Dänemark ausgestellt und sind auch in Grönland zu finden.